# フアン・デ・パラフォクス・イ・メンドーサ

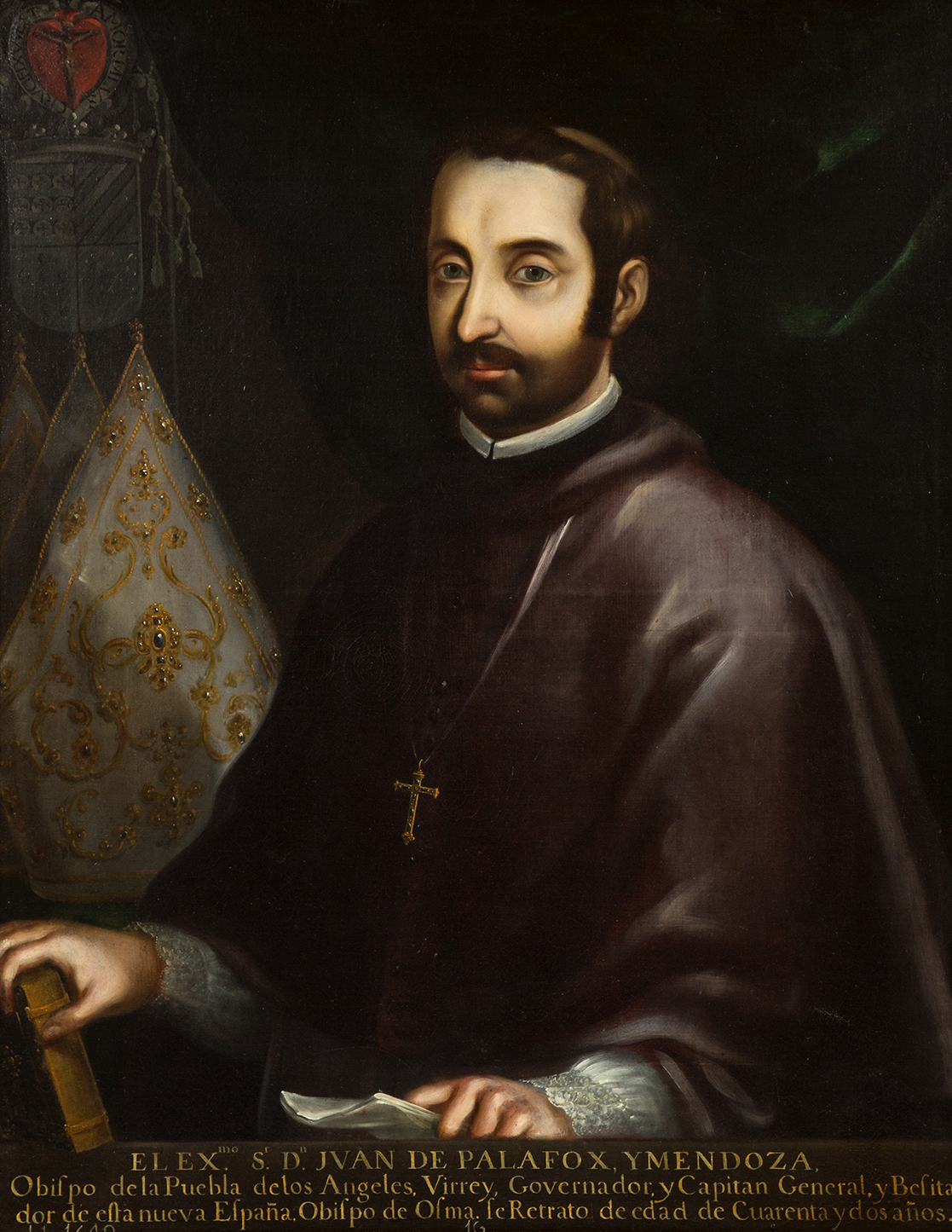
フアン・デ・パラフォクス

フアン・デ・パラフォクス・イ・メンドーサ（Juan de Palafox y Mendoza、1600年6月24日 - 1659年10月1日）は、スペインの政治家でカトリック教会の聖職者。メキシコのプエブラ司教（1640-1649年）およびスペインのオスマ司教（1653-1659年）。とくにイエズス会を激しく批判したことで知られる。多数の著作を残した。1642年に臨時のヌエバ・エスパーニャ副王をつとめた。
ローマ教皇ベネディクト16世によって2011年に福者に加えられた。

## 生涯
フアン・デ・パラフォクスはナバラ州フィテロで生まれた。パラフォクス家はアラゴン貴族の家柄で、父親のハイメは第2代アリサ侯爵 (es:Marquesado de Ariza) だったが、フアン・デ・パラフォクスは私生児で、母親は後に姦通を悔いて女子修道院に入ってしまった。姓の「メンドーサ」の部分は母方の姓ではなく、高祖父の姓を借りてきたものである。
私生児として捨てられたが、9歳のときに父親に認知され、それから貴族としての教育を受けた。アルカラ大学とサラマンカ大学で学び、グアダラハラのポルタコエリ大学 (es:Universidad de San Antonio de Porta Coeli) で法学の学位を取得した。
パラフォクスは政治家と聖職者の両面で活動した。政治家としては1626年にネーデルラントとの戦いのためにフランデレン地方に派遣され、ついでアラゴンのコルテス（議会）の代議員として働いた。コルテスでの優れた働きをみたオリバレス伯公爵の推薦により、軍法会議、ついでインディアス枢機会議で働いた。
聖職者としてはタラソナ大聖堂の宝物管理人を経て、1629年に司祭に叙階された。パラフォクスはデスカルサス・レアレス修道院 (Convent of Las Descalzas Reales) の監察者、宮廷の施物分配者、フェリペ4世の妹であるマリア皇后づきの司祭などをつとめた。

### プエブラ司教
1639年にヌエバ・エスパーニャのプエブラ・デ・ロス・アンヘレス（プエブラ）の司教に任命され、翌1640年に赴任した。
司教の仕事は単に宗教的なものでなく政治的内容を含み、ヌエバ・エスパーニャの政治の監察者として働いた。当時のヌエバ・エスパーニャ副王は第17代のエスカローナ侯爵 (Diego López Pacheco, 7th Duke of Escalona) だったが、パラフォクスはその前任者である第15代副王のセラルボ侯爵 (Rodrigo Pacheco, 3rd Marquess of Cerralvo) と第16代副王のカドレイタ侯爵 (Lope Díez de Armendáriz, 1st Marquess of Cadreita) の2名に対する審査 (es:juicio de residencia) を行った。
スペインとポルトガルの戦争（ポルトガル王政復古戦争）が始まると、パラフォクスは王に対してベラクルスに住むポルトガル人を移住させる提案をしたが、採用されなかった。1642年には現副王がポルトガルと結託していたと批判して解任してスペインに送り返し、後任の副王が赴任するまで半年の間自分自身が臨時（第18代）の副王として働いた。第19代副王のサルバティエラ伯爵 (García Sarmiento de Sotomayor, 2nd Count of Salvatierra) とも激しく対立した。パラフォックスはメキシコをスペインから独立させようとしたアイルランド人ウィリアム・ランポートの裁判を行った。
宗教面ではフランシスコ会ほかによる当時の教区が世俗の人間によって運営されていることを批判した。彼はフランシスコ会の31の教区を廃止し、フランシスコ会と激しく衝突した。
その後パラフォクスはイエズス会と対立し、イエズス会が十分の一税を支払っていないことを批判した。1647年にはローマ教皇インノケンティウス10世に対してイエズス会を非難する書簡を送っている。副王とメキシコ大司教フアン・デ・マニョスカはこの問題についてイエズス会の方を持ったが、パラフォクスはイエズス会批判を止めなかった。
1649年5月にフェリペ4世はパラフォクスをスペインに呼び戻した。同時に副王のサルバティエラ伯爵はペルー副王に転任になった。

### 文化的活動

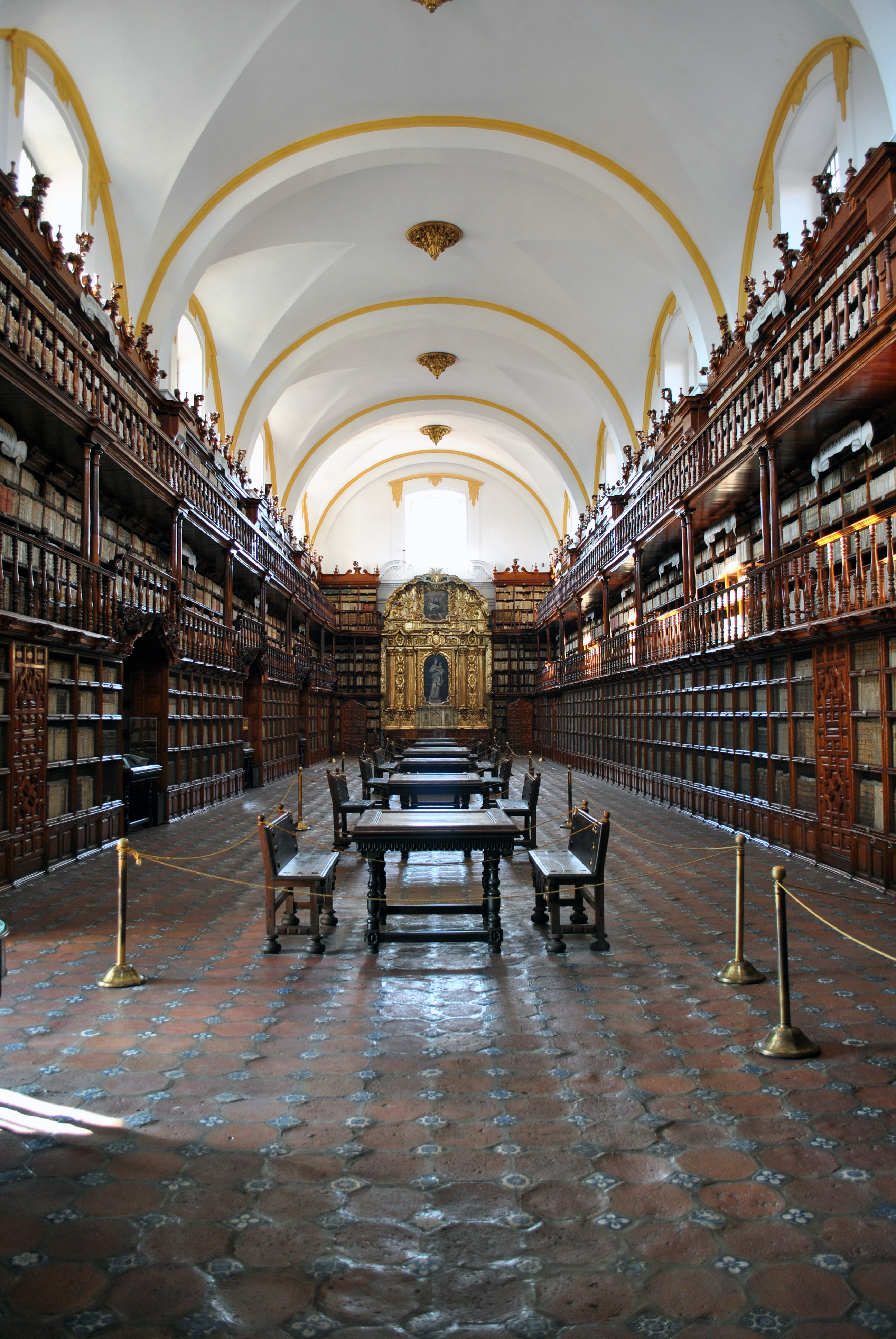
パラフォクシアナ図書館

パラフォクスは大量の文筆活動を行った。内容はキリスト教関係のもの以外に詩、政治、歴史、回顧録、法律文書など多様なものがある。そのいくつかは1700年ごろに禁書目録に入れられた。
著書のうち『タルタル人のチナ征服史』(Historia de la conquista de la China por el Tartaro)は没後に遺稿をもとに1670年に出版され、フランス語にも翻訳された。マルティノ・マルティニの『だったん戦争記』とならぶ、明清交替を扱った著作として知られる。中砂によるとマカオで書かれたイエズス会の文書を利用している。
パラフォクスはプエブラにセミナリオ・サン・フアン、コレヒオ・サン・ペドロ、コレヒオ・サン・パブロという学校を設立した。彼のもとでプエブラ大聖堂 (Puebla Cathedral) が完成した。
パラフォクスがコレヒオに寄贈した図書をもとに18世紀に成立したプエブラのパラフォクシアナ図書館は、南北アメリカ最古の公共図書館として2005年にUNESCOの世界の記憶に登録された。
彼は聖職者が先住民の言語を学ぶことを奨励したが、熱心な宗教心によってアステカ文明ほかの遺物を偶像として破壊した。

### 帰国後
スペインに帰国後はマドリードで審問を受けた。1653年6月にオスマ司教に任命された。1659年にエル・ブルゴ・デ・オスマで没した。
パラフォクスを福者に加えるための手続きは没後7年たった1666年に開始されたが、議論のある人物であるために実際の列福までには非常に長い時間がかかった。18世紀後半のカルロス3世はイエズス会をスペインから排除する目的で熱心に列福を進め、1768年にパラフォクスは尊者とされたが、列福は失敗に終わった。パラフォクス生誕400年を記念して再び列福の手続きが行われ、2011年6月5日にエル・ブルゴ・デ・オスマで列福された。